# Default (película)
Default (en hangul, 국가부도의 날; romanización revisada, Gukga-budo-eui Nal; lit. Día de la Quiebra Nacional) es una película surcoreana dirigida por Choi Kook-hee. Fue estrenada el 28 de noviembre de 2018.

## Sinopsis
Describe las historias detrás de escenas de las negociaciones del IMF que tuvieron lugar durante la crisis financiera de 1997.

## Reparto
- Kim Hye-soo como Han Shi-hyeon.
- Yoo Ah-in como Yun Jeong-hak.
- Jo Woo-jin como el viceministro de Finanzas.
- Vincent Cassel como el director gestor de IMF.[3]
- Heo Joon-ho como Gab-su.
- Ryu Deok-hwan
- Park Jin-joo
- Kim Roi-ha
- Um Hyo-sup
- Jeong Gyu-su
- Jang Sung-bum
- Kim Min-sang
- Byun Jin-su
- Yeom Hye-ran como Hee-won.
- Dong Ha como un heredero de tercera generación.
- Han Ji-min (cameo)[4]
- Kim Hong-pa como el nuevo jefe económico.

## Producción
La primera lectura del guion ocurrió el 7 de diciembre de 2017. El rodaje empezó el 12 de diciembre de 2017.